# Pediacus dermestoides
Pediacus dermestoides är en skalbaggsart som först beskrevs av Fabricius 1792.  Pediacus dermestoides ingår i släktet Pediacus och familjen plattbaggar. Arten har ej påträffats i Sverige. Inga underarter finns listade i Catalogue of Life.